# Homoneura chelis
Homoneura chelis är en tvåvingeart som beskrevs av Miguel Carles-Tolrá 1996.
Homoneura chelis ingår i släktet Homoneura och familjen lövflugor. Artens utbredningsområde är Spanien. Inga underarter finns listade i Catalogue of Life.